# Tsjecho-Slowakije op de Olympische Winterspelen 1976
Tijdens de Olympische Winterspelen van 1976, die in Innsbruck (Oostenrijk) werden gehouden, nam Tsjecho-Slowakije voor de twaalfde keer deel.

## Medailleoverzicht
| Sport     | Olympiër       | Discipline | Medaille |
| --------- | -------------- | ---------- | -------- |
| IJshockey | Olympisch team | mannen     | Zilver   |

## Deelnemers en resultaten

### Alpineskiën
| Olympiër         | Discipline       | Resultaat | Prestatie                        |
| ---------------- | ---------------- | --------- | -------------------------------- |
| Miloslav Sochor  | afdaling (m)     | 40e       | 1.53,48 (+7,75)                  |
| Miloslav Sochor  | reuzenslalom (m) | 11e       | 3.33,53 (+6,56) 1.47,46+1.46,07  |
| Miloslav Sochor  | slalom (m)       | 14e       | 2.09,61 (+6,32) 1.03,11+1.06,50  |
| Bohumír Zeman    | afdaling (m)     | 33e       | 1.51,27 (+5,54)                  |
| Bohumír Zeman    | reuzenslalom (m) | 23e       | 3.37,56 (+10,59) 1.49,10+1.48,46 |
| Bohumír Zeman    | slalom (m)       | dnf-1     | opgave run 1                     |
|                  |                  |           |                                  |
| Dagmar Kuzmanová | afdaling (v)     | 32e       | 1.54,84 (+8,68)                  |
| Dagmar Kuzmanová | reuzenslalom (v) | 9e        | 1.30,69 (+1,56)                  |
| Dagmar Kuzmanová | slalom (v)       | 9e        | 1.35,70 (+5,16) 48,62+47,08      |
| Jana Šoltýsová   | afdaling (v)     | 33e       | 1.55,02 (+8,86)                  |
| Jana Šoltýsová   | reuzenslalom (v) | 25e       | 1.34,00 (+4,87)                  |
| Jana Šoltýsová   | slalom (v)       | dnf-2     | opgave run 2                     |

### Biatlon
| Olympiër                                                   | Discipline             | Resultaat | Prestatie                                                                                  |
| ---------------------------------------------------------- | ---------------------- | --------- | ------------------------------------------------------------------------------------------ |
| Antonín Kříž                                               | 20 km (m)              | 17e       | 1:21.11,36 (+6.59,10) pen.: 4 (1 / 1 / 1 / 1)                                              |
| Ladislav Žižka                                             | 20 km (m)              | 24e       | 1:23.09,03 (+8.56,77) pen.: 4 (0 / 2 / 2 / 0)                                              |
| Josef Malínský                                             | 20 km (m)              | 44e       | 1:28.09,18 (+13.56,92) pen.: 9 (1 / 4 / 1 / 3)                                             |
| Ladislav Žižka Miroslav Soviš Antonín Kříž Zdeněk Pavlíček | 4x7,5 km estafette (m) | 9e        | 2:09.06,63 (+11.10,99) pen.: 4 (0 / 1 / 3 / 0) (31.45,67 / 31.49,07 / 32.32,81 / 32.59,08) |

### Bobsleeën
| Olympiër                | Discipline                        | Resultaat | Prestatie                                       |
| ----------------------- | --------------------------------- | --------- | ----------------------------------------------- |
| Jiří Paulát Václav Sůva | 2-mansbob (m) Tsjecho-Slowakije I | 17e       | 3.51,71 (+7,29) (57,78 / 57,74 / 57,97 / 58,22) |

### Kunstrijden
| Olympiër                       | Discipline | Resultaat | Prestatie               |
| ------------------------------ | ---------- | --------- | ----------------------- |
| Zdeněk Pazdírek                | mannen     | 12e       | pc. 106,0; 171,6 punten |
| Eva Ďurišinová                 | vrouwen    | 19e       | pc. 162,0; 158,2 punten |
| Ingrid Spiegelová Alan Spiegel | paarrijden | 13e       | pc. 112,0; 118,4 punten |
| Eva Peštová Jiří Pokorný       | ijsdansen  | 11e       | pc. 96,0; 180,6 punten  |

### Langlaufen
| Olympiër                                                      | Discipline            | Resultaat | Prestatie                                                         |
| ------------------------------------------------------------- | --------------------- | --------- | ----------------------------------------------------------------- |
| Jiří Beran                                                    | 30 km (m)             | 45e       | 1:38.39,61 (+8.10,23)                                             |
| Jiří Beran                                                    | 50 km (m)             | 15e       | 2:44.51,80 (+7.21,75)                                             |
| Ján Fajstavr                                                  | 15 km (m)             | 35e       | 47.25,77 (+3.27,30)                                               |
| Ján Fajstavr                                                  | 50 km (m)             | 17e       | 2:45.19,91 (+7.49,86)                                             |
| Stanislav Henych                                              | 15 km (m)             | 46e       | 48.31,23 (+4.32,76)                                               |
| Stanislav Henych                                              | 50 km (m)             | 30e       | 2:48.00,27 (+10.30,22)                                            |
| Milan Jarý                                                    | 15 km (m)             | 39e       | 47.50,01 (+3.51,54)                                               |
| Milan Jarý                                                    | 30 km (m)             | 26e       | 1:35.52,55 (+5.23,17)                                             |
| Milan Jarý                                                    | 50 km (m)             | 14e       | 2:44.51,16 (+7.21,11)                                             |
| Ján Michalko                                                  | 30 km (m)             | 46e       | 1:38.40,28 (+8.10,90)                                             |
| František Šimon                                               | 15 km (m)             | 34e       | 47.24,90 (+3.26,43)                                               |
| František Šimon                                               | 30 km (m)             | 44e       | 1:38.34,16 (+8.04,78)                                             |
| František Šimon Milan Jarý Jiří Beran Stanislav Henych        | 4x10 km estafette (m) | 10e       | 2:12.49,99 (+4.50,27) (37.12,39 / 32.55,64 / 31.18,44 / 31.23,52) |
|                                                               |                       |           |                                                                   |
| Alena Bartošová                                               | 10 km (v)             | 35e       | 34.18,73 (+4.05,32)                                               |
| Miroslava Jaškovská                                           | 5 km (v)              | 23e       | 17.26,48 (+1.37,79)                                               |
| Anna Pasiárová                                                | 5 km (v)              | 15e       | 16.54,98 (+1.06,29)                                               |
| Anna Pasiárová                                                | 10 km (v)             | 13e       | 31.44,97 (+1.31,56)                                               |
| Blanka Paulů                                                  | 5 km (v)              | 10e       | 16.41,65 (+52,96)                                                 |
| Blanka Paulů                                                  | 10 km (v)             | 17e       | 32.06,54 (+1.53,13)                                               |
| Gabriela Sekajová                                             | 5 km (v)              | 13e       | 16.53,22 (+1.04,53)                                               |
| Gabriela Sekajová                                             | 10 km (v)             | 19e       | 32.28,76 (+2.15,35)                                               |
| Anna Pasiárová Gabriela Sekajová Alena Bartošová Blanka Paulů | 4x5 km estafette (v)  | 6e        | 1:11.27,83 (+3.38,08) (18.13,77 / 17.34,71 / 17.56,91 / 17.42,44) |

### Noordse combinatie
| Olympiër        | Discipline | Resultaat | Prestatie                                                                                           |
| --------------- | ---------- | --------- | --------------------------------------------------------------------------------------------------- |
| Josef Pospíšil  | mannen     | 12e       | 397,93 punten schans: 197,9 p 95,0 (69,5 m)+94,7 (72,0 m)+102,9 (77,0 m) 15 km: 200,03 p (50:14.69) |
| František Zeman | mannen     | 15e       | 383,11 punten schans: 189,9 p 89,2 (66,5 m)+94,7 (72,0 m)+95,2 (72,5 m) 15 km: 193,21 p (51:00.17)  |

### Rodelen
| Olympiër                     | Discipline | Resultaat | Prestatie                                              |
| ---------------------------- | ---------- | --------- | ------------------------------------------------------ |
| Stanislav Ptáčník            | mannen     | 14e       | 3.34,838 (+7,150) (54,450 / 53,810 / 53,207 / 53,371)  |
| Jindřich Zeman               | mannen     | 18e       | 3.36,167 (+8,479) (54,377 / 53,974 / 53,748 / 54,068)  |
| Vladimír Resl                | mannen     | 23e       | 3.40,235 (+12,547) (54,109 / 59,068 / 53,418 / 53,640) |
| Dana Spálenská               | vrouwen    | 10e       | 2.53,206 (+2,585) (43,560 / 43,063 / 43,178 / 43,405)  |
| Jindřich Zeman Vladimír Resl | dubbel     | 6e        | 1.26,826 (+1,222) (43,315 / 43,511)                    |

### Schansspringen
| Olympiër        | Discipline         | Resultaat | Prestatie                                          |
| --------------- | ------------------ | --------- | -------------------------------------------------- |
| Jaroslav Balcar | normale schans (m) | 4e        | 239,6 punten 118,9 p. (81,0 m) + 120,7 p. (81,5 m) |
| Jaroslav Balcar | grote schans (m)   | 14e       | 194,6 punten 98,7 p. (88,0 m) + 95,9 p. (86,0 m)   |
| Jindřich Balcar | grote schans (m)   | 27e       | 178,1 punten 94,7 p. (88,0 m) + 83,4 p. (81,0 m)   |
| Ivo Felix       | normale schans (m) | 26e       | 212,7 punten 105,3 p. (75,0 m) + 107,4 p. (76,0 m) |
| Rudolf Höhnl    | normale schans (m) | 16e       | 224,0 punten 112,6 p. (78,0 m) + 111,4 p. (78,5 m) |
| Rudolf Höhnl    | grote schans (m)   | 34e       | 175,1 punten 92,7 p. (85,5 m) + 82,4 p. (78,5 m)   |
| Karel Kodejška  | normale schans (m) | 18e       | 222,5 punten 108,4 p. (76,0 m) + 114,1 p. (78,0 m) |
| Karel Kodejška  | grote schans (m)   | 31e       | 175,8 punten 95,2 p. (88,0 m) + 80,6 p. (79,0 m)   |

### IJshockey
| Olympiër | Discipline | Resultaat | Prestatie |
| --- | ---------- | --------- | --- |
| Jiří Holeček Jiří Crha Oldřich Machač Milan Chalupa František Pospíšil Miroslav Dvořák Milan Kajkl Jiří Bubla Milan Nový Vladimír Martinec Jiří Novák Bohuslav Šťastný Jiří Holík Ivan Hlinka Eduard Novák Jaroslav Pouzar Bohuslav Ebermann Josef Augusta Pavol Svitana | mannen     | Zilver    | kwalificatieronde: 14 - 1 Tsjecho-Slowakije - Bulgarije A-groep (1e-6e plaats): 2 - 1 Tsjecho-Slowakije - Finland 5 - 0 Tsjecho-Slowakije - Verenigde Staten 7 - 1 Tsjecho-Slowakije - Polen 7 - 4 Tsjecho-Slowakije - Bondsrepubliek Duitsland 3 - 4 Tsjecho-Slowakije - Sovjet-Unie |

Andorra · Argentinië · Australië · België · Bondsrepubliek Duitsland · Bulgarije · Canada · Chili · Duitse Democratische Republiek · Finland · Frankrijk · Griekenland · Groot-Brittannië · Hongarije · IJsland · Iran · Italië · Japan · Joegoslavië · Libanon · Liechtenstein · Nederland · Nieuw-Zeeland · Noorwegen · Oostenrijk · Polen · Roemenië · San Marino · Sovjet-Unie · Spanje · Taiwan · Tsjecho-Slowakije · Turkije · Verenigde Staten · Zuid-Korea · Zweden · Zwitserland